# Várzea Grande
Várzea Grande – miasto w Brazylii, w stanie Mato Grosso.
Liczba mieszkańców w 2020 roku wynosiła 290 383.
W mieście rozwinął się przemysł samochodowy, spożywczy oraz odzieżowy.